# Gouandé
Gouandé är ett arrondissement i kommunen Matéri i Benin. Den hade 13 071 invånare år 2002.